# 聖路加國際大學
聖路加国際大学（日语：／ Seiruka Kokisai Daigaku */?），簡稱聖路加、聖路加大等，是日本一所私立基督教大學，1920年由初代学院長、傳教醫師魯道夫·泰斯勒（Rudolf B. Teusler）在愛麗絲·聖約翰女士（Mrs. Alice C. St John）協助下創建。校本部位於東京都中央區。

## 概要

### 大学全体
聖路加国際大学是基督教派日本聖公会系的基督教大學。大学名称源自「路加福音」作者聖路加。

### 辦学精神
聖路加以基督教精神作為基石，培育從事職業健康的專業護理指導貢獻社會。培養學生於治療、預防、保健指導各方面的護理必要知識，培養人格、加強領導努力。並以掌握技能，護理以及護理的應用和實踐，專注於學術的能力它是促進護理教育的發展任務，進而對國民的福祉做出貢獻。（学則第1条）

## 沿革

### 略歴
聖路加国際大学是於1920年，時名「聖路加国際病院付属高等看護婦学校」，由初代学院長、傳教醫師魯道夫·泰斯勒（Rudolf B. Teusler）在愛麗絲·聖約翰女士（Mrs. Alice C. St John）協助設立。

### 年表
- 1920年，聖路加国際病院付属高等看護婦学校設立。
- 1927年，改称聖路加女子専門学校，為當時日本唯一認可具本科・研究科的看護院校。
- 1946年，聖路加国際病院被駐日盟軍最高司令部（GHQ）接収，與「日本紅十字女子專門学校」（日本赤十字女子専門学校）合併為「東京看護師範学院」（東京看護教育模範学院）繼續教學。
- 1954年，校舍歸還辦學團體，院校易名為聖路加短期大学（3年制）。
- 1964年，改制並更名為聖路加看護大学（4年制）。
- 1996年，大学新校舎完成。
- 2002年，設置「看護實踐開發研究中心」。
- 2003年 獲文部科学省選為 21世紀COE計画「促進市民健康護理意識培養起始基地」。
- 2014年，改称聖路加国際大学（4年制），開始了日本初的看護学部4年制教育。

## 基本資訊

### 所在地
- 校本部（東京都中央区）

## 教育與研究

### 組織

#### 学部
- 看護学部
  - 看護学科

#### 大学院
- 看護学研究科（修士課程・博士後期課程）
  - 看護学専攻
  - ウィメンズヘルス・助産学専攻

#### 附属機關
- 研究所
  - 護理開發研究中心（看護実践開発研究センター）
- 附属機関
  - WHO初級衛生保健護理發展合作研究中心（}）

### 研究

#### 21世紀COE計画
- 採択1件
- 2003年

医学系
市民主導型の健康育成をめざす看護形成拠点

## 大学相關人物·組織

### 大学相關人物
- 聖路加國際大學相關人物列表

## 設施

### 校園
- 校本部

看護学部、大学院看護学研究科
東京地下鐵日比谷線築地站
聖路加国際医院與其緊鄰。赤穂藩淺野家上屋敷古跡。芥川龍之介出生地。

## 對外關係

### 學術協定
- 学部單位互換制度
  - 立教大学
- 大学院相互聴講制度協定
  - 立教大学大学院
    - 社会学研究科
    - 社会福祉学研究科

### 姊妹校
- 美国
  - 俄勒冈医科大学

## 脚注
1. 1 2  聖路加看護大学 | 大学案内 | 建学の精神・理念 的存檔，存档日期2010-07-28.
2. ↑  沿革 的存檔，存档日期2015-02-17.

## 外部連結
- 聖路加国際大学